# 211-й танковий батальйон (Третій Рейх)
211-й танковий батальйон (Третій Рейх) (нім. Panzer-Abteilung 211) — танковий батальйон Сухопутних військ вермахту часів Другої світової війни, що мав на озброєнні трофейні французькі танки SOMUA S35 та Н35.

## Історія
Після розгрому Франції в червні 1940 року німці захопили велику кількість французького озброєння та військової техніки. Серед них було порядку 297 (залежно від джерел) одиниць танків SOMUA S35, який на початку війни багатьма вважався найбільш досконалим середнім танком того періоду. На додаток до SOMUA S35 також було захоплено близько 550 танків Hotchkiss H35 та H38. Німці використовували ці захоплені машини для оснащення кількох танкових підрозділів, частина з яких 24 березня 1941 року була об'єднана в 211-й танковий батальйон.
У червні 1941 року 211-й танковий батальйон прибув до Фінляндії, де був підпорядкований XXXVI командуванню особливого призначення генерала Г. Файге, яке діяло у взаємодії з частинами 3-го фінського корпусу генерал-лейтенанта Я. Сііласвуо і в контексті операції «Полярфукс» планувало захоплення міста Кандалакша з подальшим виходом на узбережжя Білого моря. Танковий батальйон мав наступати на напрямку Салла — Кандалакша.
1 липня XXXVI командування особливого призначення за підтримки 6-ї фінської піхотної дивізії армії «Норвегія» завдали удару у смузі 14-ї армії на кандалакському напрямку. Дії командування підтримували 2-га танкова рота 40-го танкового батальйону і 211-й танковий батальйони особливого призначення, в яких налічувалося близько 100 танків. Їм протистояли дві стрілецькі дивізії: 122-га та 104-та, а також щойно перекинута з-під Пскова 1-ша танкова дивізія Героя Радянського Союзу генерал-майора Баранова В. І..
Німці намагались прорватися фронтальним ударом на Саллу, у той час як фінська 6-та дивізія мала намір широким обхідним маневром обійти радянські позиції з півдня та вийти до Алакуртті та Кайрали.
У перші дні боїв німецько-фінські війська на цьому напрямку значного успіху не здобули. Вже 4 липня внаслідок проведення Червоною армією танкової контратаки есесівці бригади «Норд» у паніці втекли з поля бою, чим поставили під загрозу проведення всієї операції. Рішучими діями німецького командування вдалось відновити контроль над ситуацією.
Активна фаза бойових дій на цьому напрямку завершилися 17 листопада тупиковою ситуацією, коли німецькі та фінські війська зупинилися, не маючи можливості захопити Мурманськ і залізницю в Кандалакші. Взимку 1941—1942 року весь батальйон знаходився в Оулу, де знаходились танки. Між 1942 і 1944 роками — більшу частину часу у Фінляндії — батальйон, як правило, знаходився в резерві XXXVI гірського корпусу в Алакуртті. Загалом батальйон виконував другорядні завдання в обороні, іноді залучаючись на супроводження перевезення вантажів на шляхи комунікацій та підтримки вузлових опорних пунктів.
Батальйон був недостатньо оснащений, а його машини були застарілими та непридатними для виконання своїх завдань. У березні та червні 1944 року 211-й танковий батальйон отримав шість танків PzKw III Ausf. N з короткими 75-мм гаубицями L/24.